# Melanesisk stare
Melanesisk stare (Mino kreffti) är en fågel i familjen starar inom ordningen tättingar.

## Utseende och läte
Melanesisk stare är en omisskännlig mycket stor stare. Fjäderdräkten är mestadels glansigt purpursvart, med lysande gul bar hud i ansiktet och likaledes bjärt gul näbb. I flykten syns vit övergump och vita vingfläckar tydligt. Lätet består av en varierad kör med visslingar och skrin.

## Utbredning och systematik
Melanesisk stare förekommer i Bismarckarkipelagen samt norra och centrala Salomonöarna. Den behandlas antingen som monotypisk eller delas in i tre underarter med följande utbredning:
- Mino kreffti giliau – förekommer på New Britain och Umboi i Bismarckarkipelagen
- Mino kreffti kreffti – förekommer på New Hanover och New Ireland i Bismarckarkipelagen samt i norra och centrala Salomonöarna
- Mino kreffti sanfordi – förekommer på Guadalcanal och Malaita i östra Salomonöarna

## Levnadssätt
Melanesisk stare hittas i skogsbryn, skog och ungskog. Den ses i låglänta områden under 1000 meter över havet.

## Status och hot
Arten har ett stort utbredningsområde, men tros minska i antal, dock inte tillräckligt kraftigt för att den ska betraktas som hotad. Internationella naturvårdsunionen IUCN listar arten som livskraftig (LC).